# Suédois standard

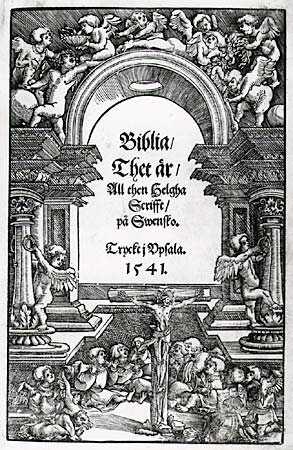
La Bible de Gustave Ier Vasa, écrite dans une langue relativement uniforme en 1542, est considérée comme un des premiers témoignages écrits du suédois standard.

Le suédois standard (standardsvenska) est la variété standard de la langue suédoise utilisée dans des contextes formels pour la communication entre populations utilisant différents dialectes du suédois.
Le suédois est une langue pluricentrique, dont les standards sont légèrement différents entre le suédois de Suède, le suédois de Finlande et le suédois d'Estonie. Deux termes sont parfois utilisés, parfois de manière ambigüe pour distinguer les différentes normalisations de la langue : le rikssvenska (« suédois du Royaume ») et le högsvenska (« haut suédois »)

## Rikssvenska
En dehors de la Suède, le terme rikssvenska désigne habituellement le suédois de Suède par opposition aux suédois parlé dans d'autres pays. En Suède, le terme fait plutôt référence à une version standardisée, non dialectale, de la langue. Mais une définition précise du rikssvenska n'a pas été officiellement faite en Suède, même par le Conseil des langues de Suède, l'organisme officiel responsable de la normalisation du suédois.

## Högsvenska
Le terme högsvenska est souvent utilisée pour désigner la variante finno-suédoise du suédois standard.